# HD 155035
HD 155035，又名CD-4811492，SAO 227699、HR 6374，是一颗恒星，视星等为5.84，位于銀經339.74，銀緯-5.54，其B1900.0坐标为赤經17h 4m 2.4s，赤緯-48° -5.54′ 52″。